# Eucera hispaliensis
Eucera hispaliensis là một loài Hymenoptera trong họ Apidae. Loài này được Pérez mô tả khoa học năm 1902.